# Karel Kühnl
Karel Kühnl, né le 12 septembre 1954 à Prague, est un homme politique et diplomate tchèque, ancien membre de l'Union de la liberté-Union démocratique (US-DEU).

## Biographie

### Situation personnelle
Karel Kühnl termine ses études secondaires en 1973, puis il étudie le droit à l'Université Charles de Prague
jusque 1978. Il en expulsé avant d'obtenir son diplôme pour des raisons politiques, et est emprisonné pendant deux mois. Il travaille ensuite au centre de conservation des études archéologiques.
En 1980, il émigre en Autriche. Il étudie l'économie à l'université de Vienne et travaille en parallèle à Radio Free Europe entre 1983 et 1987.
En 1987, il effectue son service militaire en Autriche.

#### Vie privée
Il est marié à Daniela Kühnlová depuis 1983. Il est père d'une fille, Caroline, née en 1984, et d'un fils, Thomas, né en 1988, qui ont grandi en Grande-Bretagne avant d'emménager en République tchèque en 1997.
Il est décrit par ses collaborateurs comme un homme compétent, travailleur et responsable, se méfiant des journalistes et peu désireux de s'exprimer sur sa vie privée.

#### Activités professionnelles
En 2006, Karel Kühnl devient président du conseil de surveillance de Aero Vodochody, une entreprise de construction aéronautique qui vient alors d'être privatisée. Il démissionne en janvier 2007 lorsqu'il devient ambassadeur en Croatie.
Il est membre du conseil d'administration du English College Prague.

### Parcours politique

#### Premières fonctions
En 1990, il revient en Tchécoslovaquie. Il obtient l'année suivante un doctorat en droit de l'Université Charles de Prague.
Il devient conseiller du Premier ministre de la République tchèque (au sein de la Tchécoslovaquie) Petr Pithart, puis il préside le Conseil de la Télévision tchèque entre 1992 et 1993.
Entre 1993 et 1997, il est ambassadeur de la République tchèque au Royaume-Uni.

#### Ministre de l'Industrie
Lors de la crise gouvernementale de 1997, il succède à Vladimír Dlouhý comme ministre de l’Industrie et du Commerce. Après la démission du gouvernement Václav Klaus II, il est confirmé à ce poste le 2 janvier 1998 au sein du nouveau gouvernement dirigé par Josef Tošovský. Il quitte cette fonction en juillet 1998, à la suite des élections législatives anticipées.

#### Député tchèque
Lors des élections législatives anticipées de juin 1998, Karel Kühnl est élu à la Chambre des députés dans la circonscription de Severocesky pour un mandat de quatre ans. Il est membre du parti libéral Union de la Liberté-Union démocratique, dont il préside le groupe parlementaire. Il est brièvement membre de la commission parlementaire de l'économie, puis il travaille au sein de la commission des affaires étrangères. Il participe également aux sous-commissions sur le commerce et le tourisme, sur la politique de l'énergie, et sur la reconstruction du palais de la rue Nerudova.
En février 2000, il est élu président de l'Union de la Liberté-Union démocratique avec 193 voix sur 290. Son programme consiste en une forte baisse des impôts sur les sociétés et les personnes physiques, une réduction des dépenses publiques et la promotion d'un système de retraites par capitalisation.
Le parti décide de former une coalition avec les autres partis de l'opposition de droite Union chrétienne démocrate - Parti populaire tchécoslovaque (KDU-ČSL) et Alliance civique démocratique (ODA) pour les élections législatives de 2002. Cette « Coalition des Quatre » est cependant dissoute en février 2002, à cause de dissensions internes et des problèmes financiers rencontrés par l’ODA.
Karel Kühnl est réélu député lors des élections de juin 2002 dans la circonscription d'Ústecký. Il continue à présider le groupe parlementaire de l’Union de la Liberté-Union démocratique jusqu’en 2004. Il est membre de la commission des affaires juridiques et constitutionnelles jusqu'en octobre 2002, puis de la commission des affaires étrangères de mai 2003 à août 2004. Il participe également aux sous-commissions sur la réforme de l'assurance maladie et des retraites et sur la réforme du Code de procédure. Son mandat prend fin en juin 2006.

#### Ministre de la Défense
Le 4 août 2004, Karel Kühnl devient ministre de la Défense dans le gouvernement Gross. Il exprime une conception de la défense fondée d'abord sur la coopération militaire au sein de l'OTAN, mais où l’Union européenne peut jouer un rôle mondial : « Nous sommes tous d'accord sur le fait que le mécanisme de base de la défense est représenté par l'OTAN. Sur ce point, nous sommes d'accords avec le président de la République. (…) L'Union européenne, d'un autre côté, n'est pas une formation de sécurité, mais elle peut, dans certains cas, remplacer l'OTAN. Cela en raison de sa puissance économique et morale. Ses unités pourraient intervenir dans des régions éloignées du monde. »
Karel Kühnl demeure ministre de la Défense dans le gouvernement Paroubek, entré en fonction le 25 avril 2005. Son mandat s’achève le 4 septembre 2006, après la défaite des partis de la coalition gouvernementale aux élections législatives de 2006.

#### Ambassadeur en Croatie
En janvier 2007, il est nommé ambassadeur de la République tchèque en Croatie.